# Therwil
Therwil je město ve švýcarském kantonu Basilej-venkov. Žije zde přibližně 9 900 obyvatel.

## Geografie
Therwil se nachází v údolí Leimental na západním úbočí masivu Bruderholz, asi 7 kilometrů jižně od Basileje. Protéká jím říčka Marbach. Sousedními obcemi jsou Aesch, Reinach, Oberwil, Biel-Benken, Witterswil a Ettingen. Rozloha obce je 763 ha, z toho 50 % tvoří zemědělská půda, 26 % lesy a 24 % zastavěná plocha.

## Historie

Letecký pohled (1950)

Therwil byl osídlen již v raném středověku, neboť zde byly nalezeny četné artefakty z doby kamenné, římské a raného středověku, například pohřebiště a hrnčířská pec. První zmínka o Therwilu pochází z roku 1223 a jmenuje se Terwilre, které bylo převedeno z majetku hrabat z Thiersteinu na klášter Reichenau.
V roce 1518 získal vesnici basilejský biskup a v roce 1525 byla začleněna do měšťanského práva města Basileje. V témže roce 1525 uzavřel Therwil s Basilejí chartu a v roce 1526 přijal reformovanou víru; v letech 1526–1528 se obec stala centrem anabaptistů, kteří byli z Basileje vyhnáni. Během třicetileté války byla obec několikrát vypleněna a teprve v roce 1669 přešla vesnice výměnou plně do majetku knížecího biskupa, který od roku 1518 vykonával nad Therwilem také vrchnostenský soud s panstvím Pfeffingen. Basilejský biskup držel kolaturu. Do roku 1802 patřil k farnosti také Ettingen a v 17. století po určitou dobu Oberwil. Po Francouzské revoluci se Therwil stal součástí Rauracké republiky. V letech 1792–1815 byla obec pod francouzskou nadvládou (v letech 1793–1800 součást départementu Mont-Terrible, 1800–1814 součást départementu Haut-Rhin) a na Vídeňském kongresu byla připojena ke kantonu Basilej. V roce 1887, po otevření dráhy údolím Birsigtal, měla obec přímé spojení s městem Basilej.
V Therwilu se často vyskytují rodiny Gutzwiller, Heinis a Gschwind. Jedním ze známých obyvatel byl revolucionář Stephan Gutzwiller, vůdce povstání, které vedlo k rozdělení unitárního kantonu Basilej a založení kantonu Basilej-venkov.

## Obyvatelstvo
| Rok            | 1753 | 1815 | 1850 | 1900 | 1950 | 1970 | 2000 | 2021 |
| Počet obyvatel | 597  | 699  | 892  | 1028 | 1459 | 5412 | 8434 | 9574 |

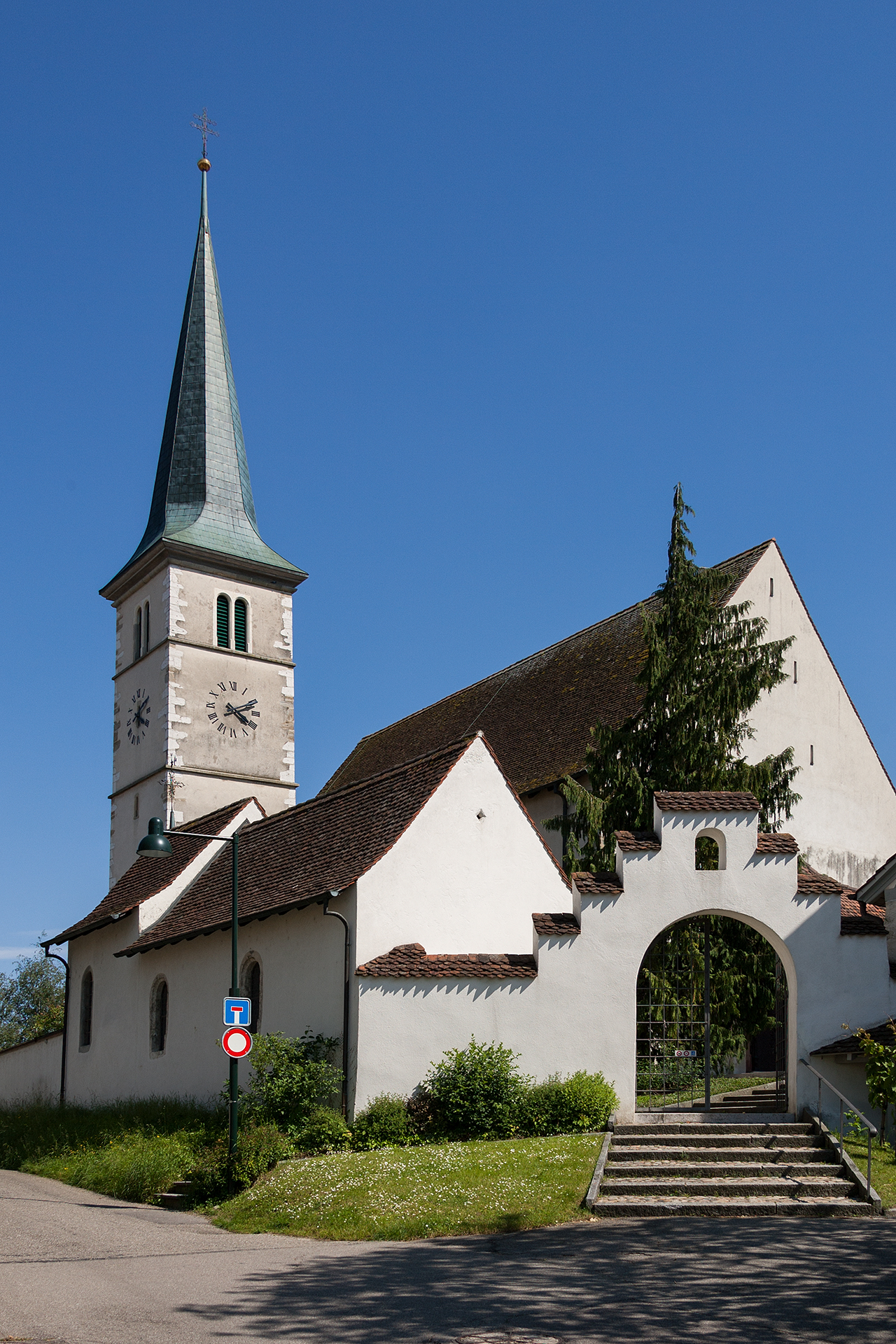
Kostel

33 % obyvatel je římskokatolického vyznání, 32 % reformovaného. Podíl cizinců činil v roce 2011 15 %. Většina obyvatel (k roku 2000) hovoří německy (7640, tj. 90,6 %), druhým nejčastějším jazykem je angličtina (169, tj. 2,0 %) a třetím italština (164, tj. 1,9 %).

## Doprava
Město je dopravně navázáno na Basilej; zajíždí sem několik autobusových linek městské hromadné dopravy. S městem Basilej ho spojují tramvajové linky 10 a 17 společnosti Baselland Transport AG (BLT). Nejbližší napojení na železnici je prostřednictvím stanice Basel SBB, kam jezdí dálkové a regionální spoje ze všech směrů a také mezinárodní vlakové spoje, případně stanice Dornach-Arlesheim na trati Basilej–Delémont, kterou obsluhují pouze regionální vlaky.

## Osobnosti
- Demi Volleringová (* 1996), nizozemská cyklistka